# ペルフェナジン
ペルフェナジン (英: Perphenazine) は、定型抗精神病薬の一つ。化学的にはフェノチアジンピペラジニルとして分類される。1956年にCusic によって合成され、日本では1959年より販売されている。商品名ピーゼットシー (PZC)（田辺三菱製薬）、トリラホン（共和薬品）で販売される。
ペルフェナジンは、クロルプロマジンの約5倍の力価を示す。 よってペルフェナジンは中力価の抗精神病薬とされている。

## 効能・効果
統合失調症、術前・術後の悪心・嘔吐、メニエル症候群(眩暈、耳鳴)